# East Putney (métro de Londres)
East Putney est une station du métro de Londres sur la branche de la District line allant vers Wimbledon. Première station au sud de la Tamise, elle est située entre Putney Bridge au nord et Southfields au sud. La station donne sur l'Upper Richmond Road (A205). Elle est à la limite entre les zones 2 et 3 de la Travelcard.

## Histoire
La station est ouverte par la Metropolitan District Railway (MDR, devenue depuis la District Line) le 3 juin 1889, dans le cadre d'une extension de la ligne, de Putney Bridge jusqu'à Wimbledon. Cette extension est construite par la London and South Western Railway (L&SWR) qui, à partir du 1er juillet 1889, fait circuler ses propres trains sur la ligne, via une boucle partant vers l'est pour rejoindre la ligne de Clapham Junction à Barnes.
La section de la District Line allant de Putney Bridge à Wimbledon est la dernière partie de la ligne à être convertie d'une traction à la vapeur à une traction électrique : des trains électriques commencent à y circuler le 27 août 1905.
Les services ferroviaires passant à East Putney sont arrêtés par la Southern Railway (successeur de la L&SWR) le 4 mai 1941. La ligne reste cependant la propriété de British Rail jusqu'au 1er avril 1994, date à laquelle elle est vendue à London Underground pour 1 £ symbolique. Jusqu'à cette date, la station est considérée comme une station de British Rail.